# Віденська конвенція про дипломатичні відносини
Ві́денська конве́нція про дипломати́чні зно́сини — один з основних нормативно-правових актів в області дипломатичного права.

## Опис
Конвенцію було прийнято на міжнародній конференції у Відні, яка проходила в період з 2 березня по 18 квітня 1961 року. У конференції взяла участь 81 держава, близько 40 з них підписали конвенцію. Конвенція регламентує всі основні питання дипломатичного права: регламентуються види і функції дипломатичних місій, процедура призначення голови дипломатичного представництва, класи голів таких представництв, розкривається поняття дипломатичного імунітету.
Конвенція складається з 53 статей і включає також два факультативні протоколи: про набуття громадянства співробітниками дипломатичних представництв і членами сімей цих співробітників, що живуть разом з ними, і про обов'язкове розв'язання дискусій відносно тлумачення або застосування Конвенції Міжнародним Судом.
Віденська конвенція досі є одним з провідних документів дипломатії всього світу.
Віденська конвенція закріпила практику поділу глав дипломатичних представництв на три класи: посли і папські нунції; посланці і папські інтернунції; повірені в справах. Згідно з Конвенцією 1961 р., між дипломатичними представниками різних класів не повинно проводитися ніякого розрізнення, крім відмінності у ставленні старшинства та етикету. За старшинством в дипломатичному корпусі посли стоять на першому місці.